# Алессандро Скарано
Алессандро Скарано (італ. Alessandro Scarano, 3 вересня 1983, Борго-Маджоре, Сан-Марино) — сан-маринський політичний і державний діяч; капітан-регент Сан-Марино спільно з Адель Тонніні з 1 квітня 2023 року до 1 жовтня 2023 року.

## Біографія
Народився 3 вересня 1983 року в Борго-Маджоре Після закінчення школи вивчав у Болонському університеті юриспруденцію, після закінчення працював нотаріусом та юристом. 
У 2002 році він став членом Сан-Маринської християнсько-демократичної партії. 
У Генеральну раду Сан-Марино обирався з 2008 року до 2012, і знову з 2019 року до теперішнього часу.
Захоплюється подорожами, археологією та мистецтвом. 
Серйозно займається кінним спортом, чемпіон своєї країни з верхової їзди.
17 березня 2023 року Генеральна рада обрала його та Адель Тонніні капітанами-регентами Сан-Марино на період з 1 квітня по 1 жовтня 2023 року.